# Wolfgang Sandner (Physiker)
Wolfgang Sandner (* 2. März 1949 in Teisendorf; † 5. Dezember 2015) war ein deutscher Physiker, der sich mit der Atom- und Laserphysik beschäftigte. Von 2010 bis 2012 war er Präsident der Deutschen Physikalischen Gesellschaft. Bis zu seinem Tod war er Generaldirektor der ELI Delivery Consortium International Association (AISBL) mit Sitz in Brüssel.

## Leben
Sandner studierte Physik an der Albert-Ludwigs-Universität Freiburg und promovierte dort 1979 in Atomphysik bei Werner Mehlhorn mit der Dissertation Aufbau und Durchführung eines Elektron-Elektron-Koinzidenzexperiments zur Messung der zweifach differentiellen Wirkungsquerschnitte für die Neon-K-Schalen-Ionisation durch Elektronenstoß. Als Post-Doc war er 1979 bis 1981 bei SRI International in Menlo Park, wo er sich der Laserspektroskopie zuwandte. Nach seiner Habilitation 1985 wurde er Professor an der Universität Würzburg und dann in Freiburg im Breisgau. 1991 wurde er Full Professor an der University of Tennessee in Knoxville. Von 1993 bis 2013 war er Direktor am Max-Born-Institut für Nichtlineare Optik und Kurzzeitspektroskopie in Berlin-Adlershof und Mitglied im Vorstand des Forschungsverbunds Berlin e.V. Von 1994 bis 2014 war er außerdem Professor an der TU Berlin. Bis zu seinem Tod war er Generaldirektor und CEO der ELI Delivery Consortium International Association (AISBL) mit Sitz in Brüssel. In dieser Funktion koordinierte er den Aufbau der „Extreme Light Infrastructure“, eines EU-Großprojekts zur Errichtung der weltweit ersten internationalen Laser-Forschungseinrichtung mit Standorten in der Tschechischen Republik, Ungarn und Rumänien, und bereitete deren Betrieb vor.
Sandner befasste sich mit der Wechselwirkung von Atomen und Plasmen mit Laserlicht hoher Intensität und den dabei auftretenden nichtlinearen Phänomenen, der Untersuchung der Ionisationsdynamik und der relativistischen Plasmadynamik, der Beschleunigung von Teilchen mit Lasern sowie mit der Entwicklung von UV- und Röntgenlasern (table-top Röntgenlaser), Lasern für ultrakurze Pulse hoher Intensität und dem Freie-Elektronen-Laser.
Seit 1996 war er Fellow der American Physical Society. Von 2003 bis 2013 war er Koordinator des europäischen Netzwerks Laserlab Europe, in dem 30 der größten europäischen Laser-Forschungseinrichtungen aus 16 EU-Mitgliedsstaaten vereinigt sind. Von 2010 bis 2012 war Sandner Präsident der Deutschen Physikalischen Gesellschaft, anschließend war er für zwei Jahre deren Vizepräsident. Seit 2014 war er Vorsitzender der (ERF-AISBL), einer Vereinigung europäischer Großforschungseinrichtungen.
Er war verheiratet und hatte einen Sohn und eine Tochter.

## Schriften
- mit P. Nickles, K. Janulewicz: X-ray lasers, in: Wolfgang Schulz, Horst Weber, Reinhart Poprawe (Herausgeber): Landolt-Börnstein Numerical Data and Functional Relationships in Science and Technology, New Series, Gruppe 8, Band 1 B, Teil 2, Laser Physics- Fundamentals, Springer 2008, S. 203–264.